# Cisticola melanurus
Fuinha-de-cauda-preta (Cisticola melanurus) é uma espécie de ave da família Cisticolidae.
Os seus habitats naturais são: savanas áridas, podendo ser encontrada nos seguintes países: Angola e República Democrática do Congo.